# Dugo Brdo
Dugo Brdo är en ås i Bosnien och Hercegovina.   Den ligger i entiteten Federationen Bosnien och Hercegovina, i den centrala delen av landet, 40 km väster om huvudstaden Sarajevo.
I omgivningarna runt Dugo Brdo växer i huvudsak lövfällande lövskog. Runt Dugo Brdo är det ganska tätbefolkat, med 93 invånare per kvadratkilometer.